# 什勒斯維希-霍爾斯坦的奧古斯塔·維多利亞

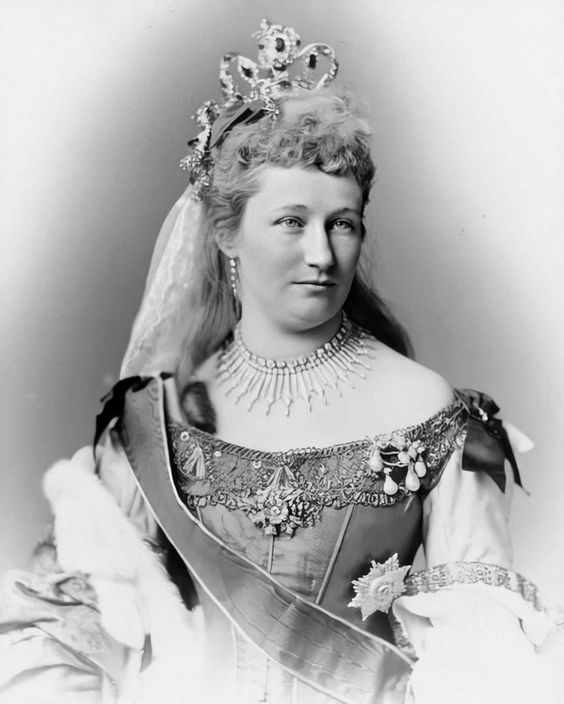
奥古斯塔·维多利亚

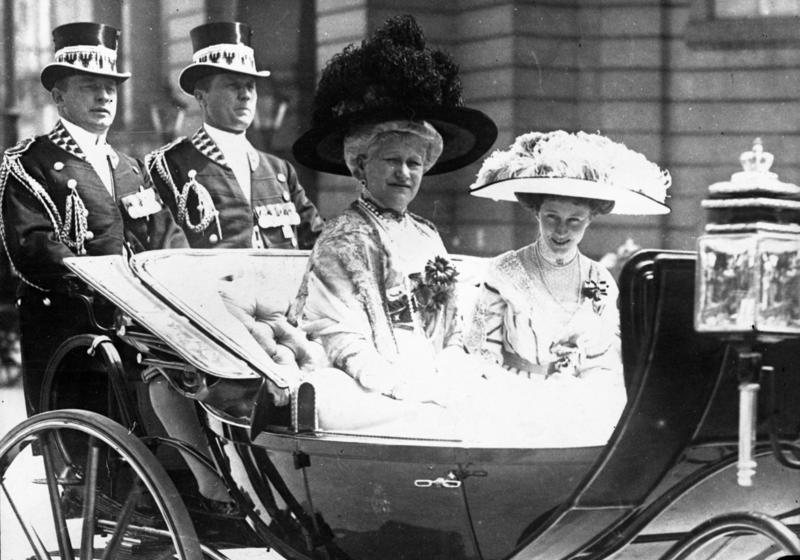
奥古斯塔·维多利亚（右二）

奥古斯塔·维多利亚（德語：Auguste Viktoria，1858年10月22日—1921年4月11日），是什勒斯維希-霍爾斯坦公爵腓特烈八世的女兒，普魯士兼德意志帝國皇帝威廉二世的第一任妻子，德意志帝國末代皇后。

## 生平
维多莉亚是石勒苏益格-荷尔斯泰因公爵腓特烈八世之长女，1881年嫁于表弟德皇威廉二世，并在第一次世界大战之后陪伴他到荷兰。她还会自己给竖笛谱曲。她到去世也没有完成她毕生的梦想——访问巴黎的卢浮宫。她的個性驕傲並自負，为了显示对丈夫的忠贞，她没有試著阻止戰爭，也比較笨拙並不會调解婆婆和丈夫的关系，还因為自己的地位不如婆婆，利用羞辱婆婆来换取夫君的赞美。
1921年她在荷兰多恩逝世，享年62岁。

## 家庭
奥古斯塔皇后为表弟威廉二世產下了七个孩子:
- 威廉皇储 (1882－1951)
- 艾特尔·腓特烈 (1883－1942)
- 普魯士的阿達爾貝特 (1884－1948)
- 普魯士的奧古斯特·威廉 (1887－1949)
- 奥斯卡王子 (1888－1958)
- 约阿希姆王子 (1890－1920)
- 维多利亚·路易丝 (1892－1980)